# Кая (приток Моломы)
Кая — река в России, протекает в Подосиновском и Опаринском районах Кировской области. Устье реки находится в 356 км по левому берегу реки Молома. Длина реки составляет 37 км, площадь водосборного бассейна 277 км².
Река начинается из обширного Кайского болота в 22 км к юго-востоку от посёлка Подосиновец. Течёт на юг по ненаселённому лесу, в верховьях обозначается на картах как Кай. Впадает в Молому ниже деревень Верхний Починок и Нижний Починок (Речное сельское поселение). Ширина реки незадолго до устья — 18 метров.

## Притоки (км от устья)
- река Бормотовка (лв)
- 9,6 км: река Керас (лв)
- 26 км: река Малый Корас (лв)

## Данные водного реестра
По данным государственного водного реестра России относится к Камскому бассейновому округу, водохозяйственный участок реки — Вятка от города Киров до города Котельнич, речной подбассейн реки — Вятка. Речной бассейн реки — Кама.
Код объекта в государственном водном реестре — 10010300312111100035065.